# Irma Boom

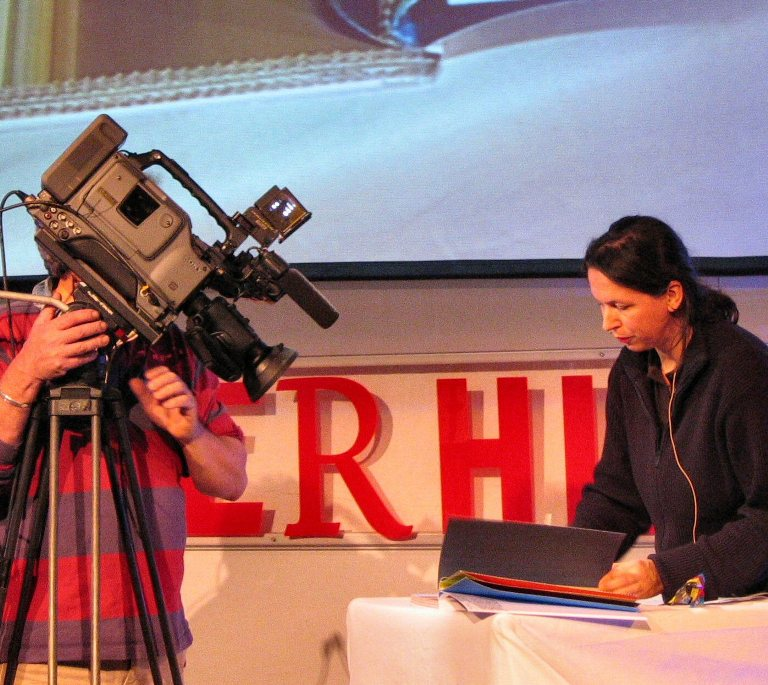
Irma Boom presenteert haar Grafisch Nederland-uitgave Kleur = Colour in het Maagdenhuis van de Universiteit van Amsterdam, november 2004

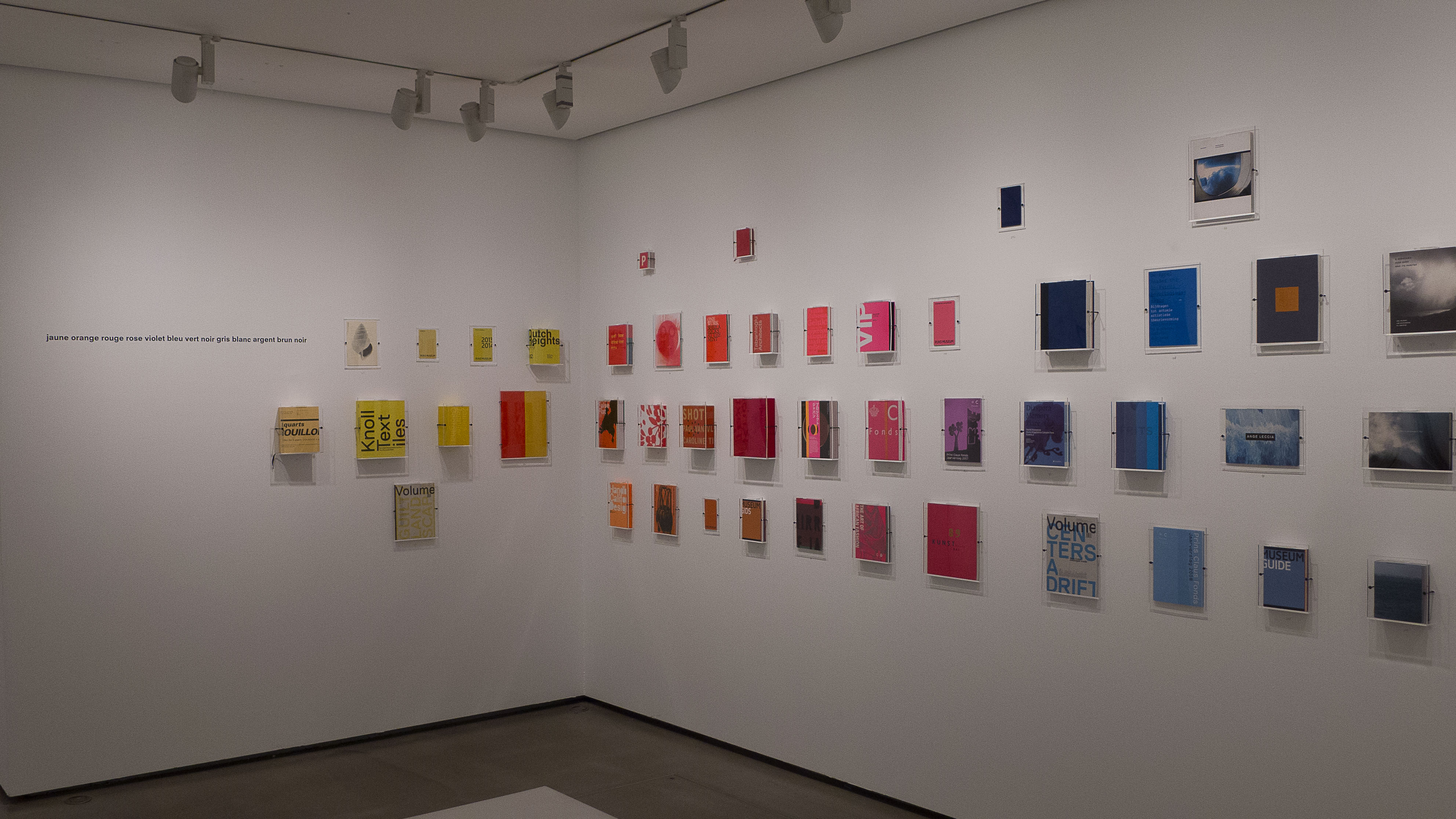
Expositie Irma Boom in Institut Néerlandais in 2013

Irma Boom (Lochem, 15 december 1960) is een Nederlandse grafisch ontwerpster, wier werk internationale bekendheid heeft. Behalve boeken, haar voornaamste aandachtsgebied, ontwerpt zij huisstijlen, jaarverslagen, kalenders, munten en postzegels. 
Na haar studie aan de AKI in Enschede, waar Abe Kuipers voor haar een belangrijke docent was, werkte ze bij Sdu ontwerpgroep in Den Haag, waarvoor zij Nederlandse postzegels 87+88 (1988) ontwierp. Deze uitgave (haar eerste ‘best verzorgde boek’) liep voor wat betreft het aantal bladzijden uit de hand (het verzoek was 97 bladzijden; het werden er 700), maar zij zag geen andere mogelijkheid het boek anders te presenteren. Ze moest verantwoording afleggen, maar het boek was toen al klaar. Haar affiches voor het Holland Festival 1990 trokken veel aandacht. 
In 1991 begon Boom voor zichzelf en vestigde haar studio, Irma Boom Office, in het centrum van Amsterdam. Datzelfde jaar kreeg zij, met de kunsthistoricus Johan Pijnappel, van Paul Fentener van Vlissingen de opdracht een bedrijfsboek voor de jubilerende onderneming SHV te maken. Deze meer dan 2000 pagina’s tellende uitgave kwam in 1996 gereed en is inmiddels een veelgereproduceerd icoon van ‘Dutch Design’. Het SHV-boek bracht nieuwe, internationale, opdrachtgevers als Vitra, Zumtobel en Ferrari. Boom werkt daarbij volgens een totaalconcept. De rug, de snede, bladzijden en tekst moeten bij elkaar aansluiten. Enkele voorbeelden:
- Weaving like a metaphor over stoffenkunstenaar Sheila Hicks kreeg een geheel witte kaft (in tegenstelling tot de veelkleurige kunstwerken) en een grove snede (juist lijkend op de randen van Hicks' kunstwerken)[2]
- Chanel Nº5 is geheel wit en bevat geen in inkt gedrukte tekst en afbeeldingen. De tekst en afbeeldingen zijn alleen in reliëf te lezen.[3]
- daartegenover staat een boek voor/over Rem Koolhaas, een bevriende architect, dat juist helemaal gevuld is met tekst en afbeeldingen
- Renault kreeg een boekwerk dat bestaat uit metaalachtige bladzijden
- een boek over Viktor & Rolf bestaat eigenlijk alleen uit kaften; deze kunnen tegen elkaar opengeslagen worden zodat nieuw werk vergeleken kan worden met ander werk.

In 2006 maakte zij de officiële herdenkingsmunt het Australië Vijfje. Boom doceert sinds 1992 aan Yale University (New Haven, Conn.) en was van 1998 tot 2000 tutor aan de Jan van Eyck Academie in Maastricht. In 2012 ontwierp ze de nieuwe huisstijl en het nieuwe logo voor het Rijksmuseum Amsterdam waar veel kritiek op was omdat er een spatie tussen Rijks en museum gezet was. Op 21 november 2015 werd de Cuyperspassage onder het Amsterdam CS in gebruik genomen met haar tegeltableau Zeegezicht aan het IJ als wandbekleding over ruim honderd meter. In datzelfde jaar leverde ze bijdrage aan Nijntje Art Parade in de vorm van Nijntje for peace. In 2018 verzorgt Boom het boekontwerp van Mojo presenteert: Van pionieren in de polder tot concertgigant, ter gelegenheid van het 50-jarig bestaan van concertorganisator Mojo Concerts. 
Haar werk is opgenomen in de vaste collecties van de Bijzondere Collecties van de Universiteit van Amsterdam, MOTI in Breda en het Museum of Modern Art (MoMA) in New York.
In 2024 overleed haar levenspartner de galeriehouder Julius Vermeulen.

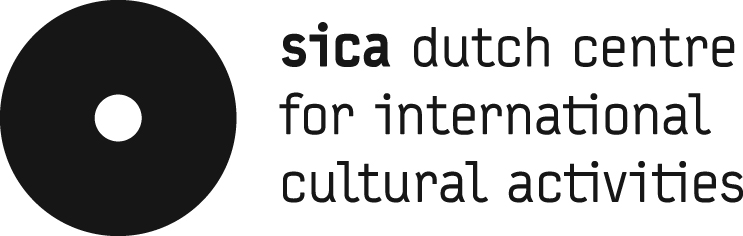
logo SICA, 2010
logo Rijksmuseum, 2012

## Tentoonstellingen
Na (groeps)tentoonstellingen onder meer in het Museum für Gestaltung, Zürich en het Centre Georges Pompidou, Parijs, was er in 2010 een grote overzichtstentoonstelling van Booms werk bij de Bijzondere Collecties van de Universiteit van Amsterdam: 'Irma Boom: Biography in Books'. Bij deze gelegenheid verscheen onder dezelfde titel een overzichtswerk in miniatuurformaat, meer dan zevenhonderd pagina's tellend. Samen met levensgezel Julius Vermeulen richtte zij Galerie Eenwerk aan de Koninginneweg 176 te Amsterdam in, beiden waren bij het ontwerp betrokken.

## Onderscheidingen
Voor haar werk ontving Boom inmiddels vele onderscheidingen, waaronder de Gutenberg-Preis van de stad Leipzig (2001), de Amsterdamprijs 2012 (categorie bewezen kwaliteit) en de Johannes Vermeer Prijs 2014. Door haar ontworpen boeken werden meermaals bekroond bij de uitverkiezing Schönste Bücher aus aller Welt. In 2012 werd zij onderscheiden met de Eremedaille voor Kunst en Wetenschap van de Huisorde van Oranje. Op 1 april 2015 werd zij benoemd tot lid van de Akademie van Kunsten.